# Eudule ithrites
Eudule ithrites là một loài bướm đêm trong họ Geometridae.